# Utgrävning

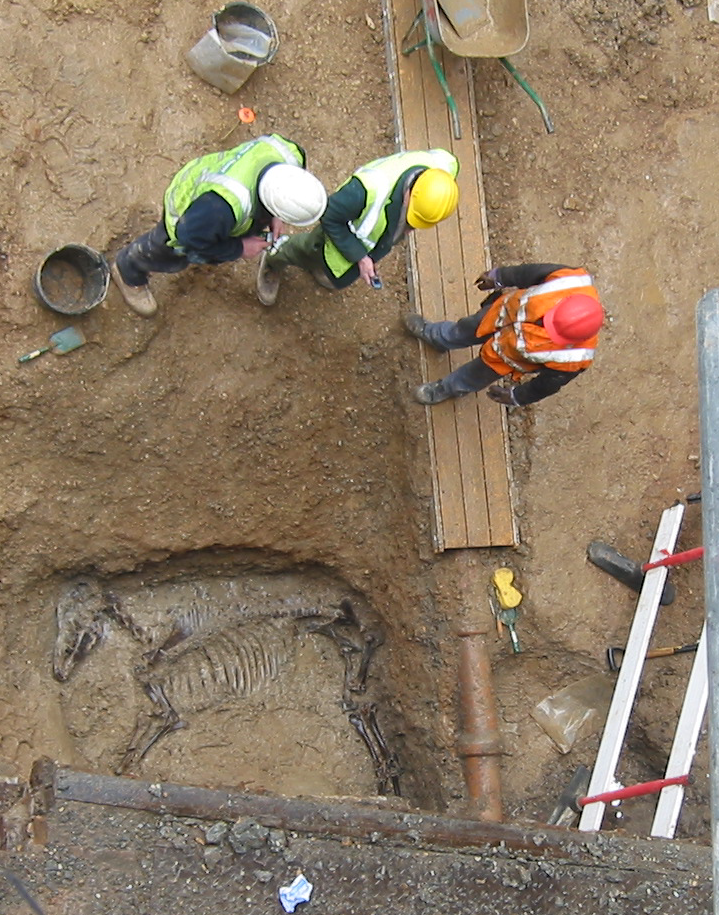
Pågående utgrävning där arkeologerna frilagt ett hästskelett från romartiden.

Utgrävning är en teknik inom arkeologi, paleontologi, rättsantropologi och geologi som syftar till att systematiskt frilägga, gå igenom och katalogföra lämningar från forna tider. Ofta används idag digital mätutrustning (så som totalstation eller GPS) för att dokumentera utgrävningar i GIS-miljö, vid sidan av traditionella dokumentationsmetoder.

## Olika typer av undersökningar

### Forskningsundersökning

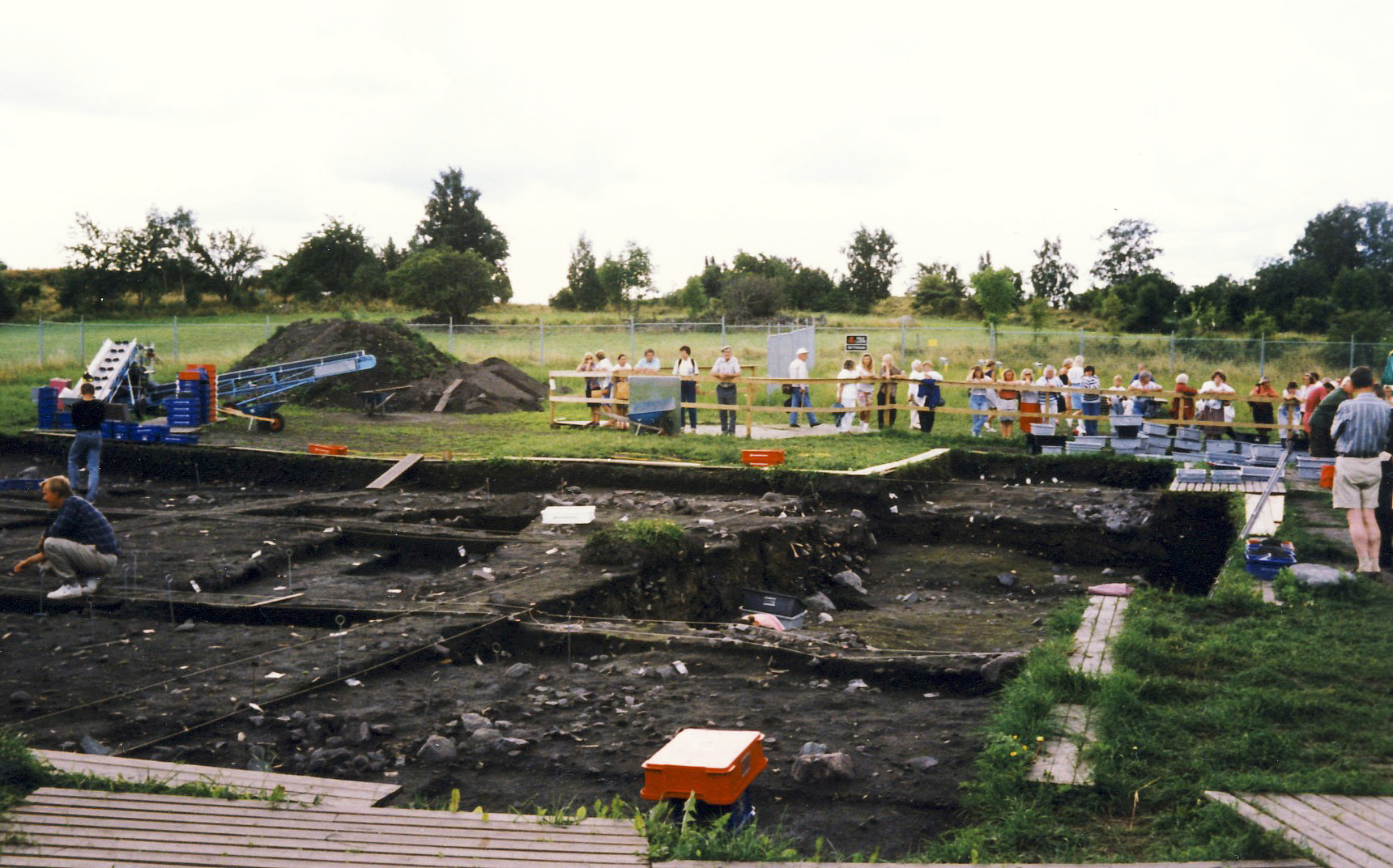
Arkeologisk undersökning av "Svarta jorden" på Birka, 1991.

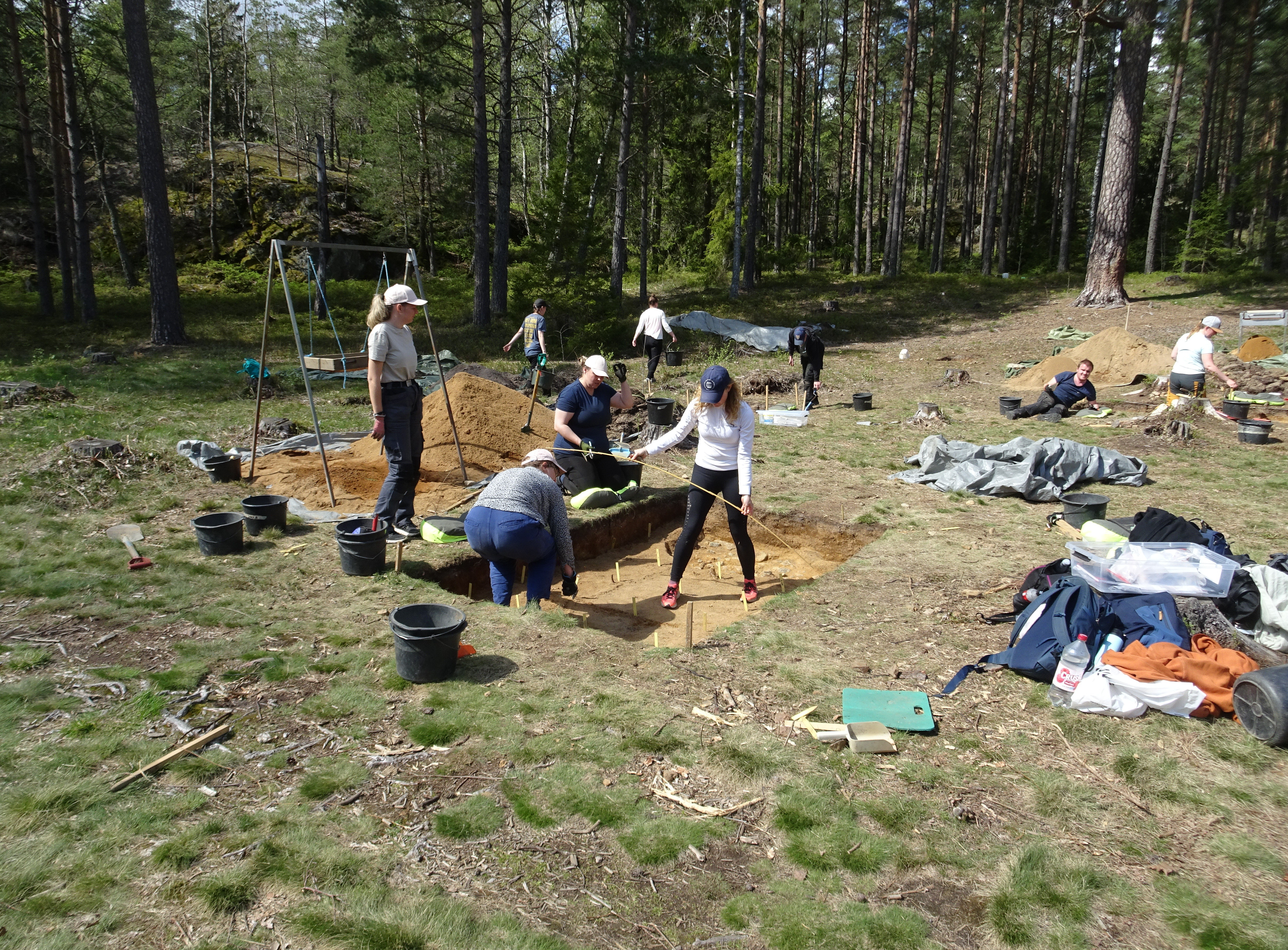
Utgrävning på Jordbro gravfält, 2021.

En forskningsundersökning är en arkeologisk undersökning som föranleds av att en eller flera arkeologer vill undersöka en plats på grund av dess vetenskapliga värden. Förekomsten av forskningsundersökningar varierar kraftigt beroende på fornminneslagstiftningen i det aktuella landet. I en del länder förekommer inga andra typer av arkeologiska undersökningar, medan exploateringsundersökningar (se nedan) är vanligare i andra länder (såsom exempelvis Sverige).
En variant på forskningsundersökningen är den så kallade seminariegrävningen, som är en arkeologisk utgrävning som genomförs av studenter.

### Exploateringsundersökning

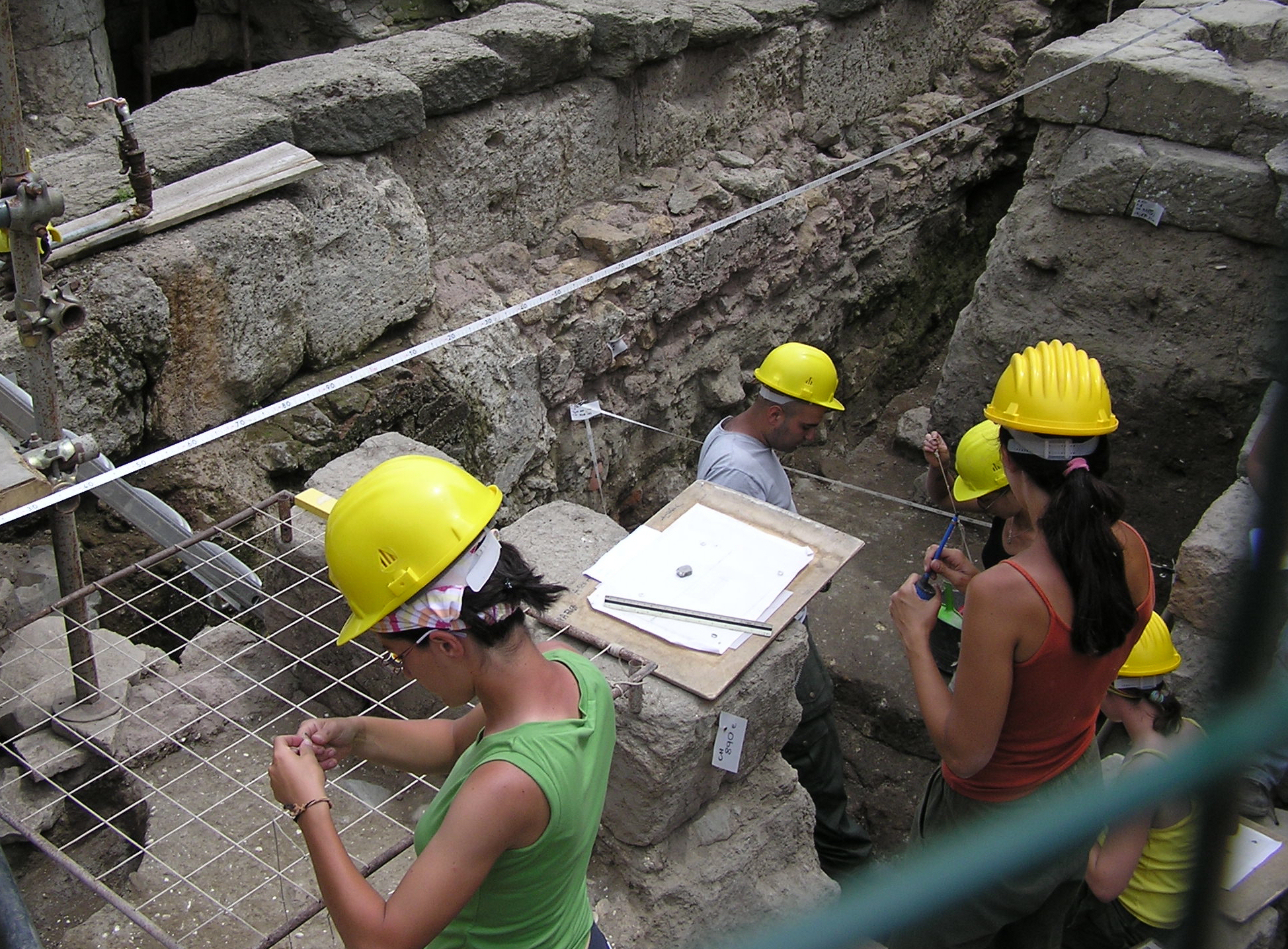
Arkeologisk undersökning i Rom.

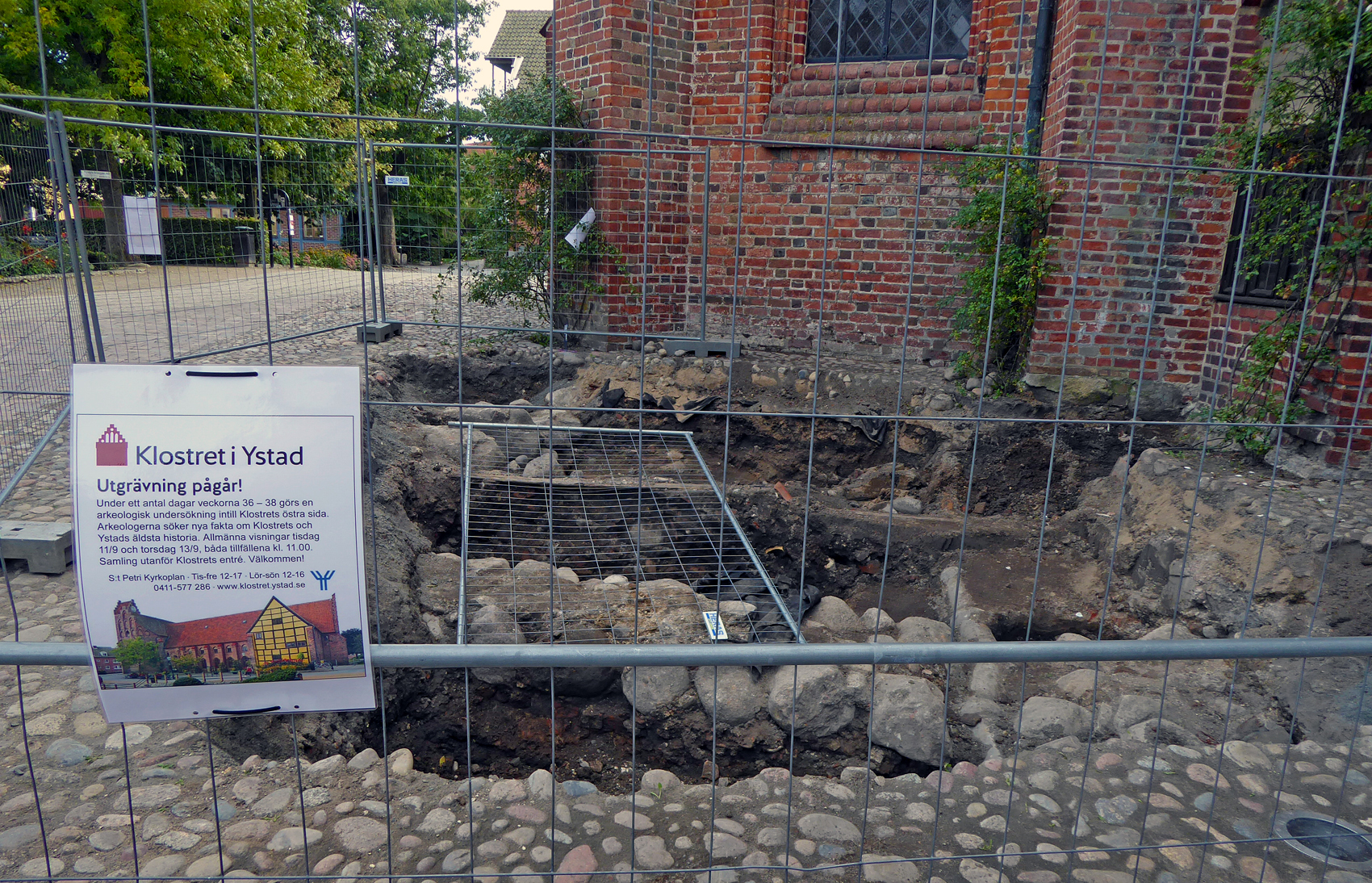
Arkeologisk utgrävning vid klostret i Ystad 2018.

En exploateringsundersökning eller uppdragsarkeologisk undersökning är en arkeologisk undersökning som föranleds av att någon vill bebygga en arkeologisk lokal.
I många länder, däribland Sverige, föreskriver lagen att den som vill företa en exploatering på en arkeologisk lokal måste stå för kostnaden av den arkeologiska undersökningen. Vidare föresätts det i många länder att ett tillstånd för exploateringen inhämtas av berörda myndigheter. I övrigt följer en exploateringsundersökning samma mönster som forskningsundersökningen, även om tidsramarna vanligen är något snävare. En exploateringsundersökning behöver dock inte betyda att de monetära resurserna är mindre än vid en forskningsundersökning.

#### Räddningsgrävning
En variant av exploateringsundersökningen är en efterundersökning eller räddningsundersökning även kallat räddningsgrävning som görs då någon redan gjort ingrepp i en fornlämning och därigenom skadat denna. Arkeologerna kan då dokumentera och undersöka det som finns kvar av den skadade fornlämningen.

## Arkeologisk utgrävningsmetodik
På en lokal dokumenteras lämningarnas inbördes förhållande till varandra i såväl plan (horisontellt) som i profil (vertikalt), särskild vikt läggs vid dokumentation av lagerförhållanden om dessa kan antas vara skapade av mänsklig aktivitet (kulturellt betingad stratigrafi). Stratigrafiska förhållanden är vanligen också det som är intressant vid geologiska utgrävningar, dock intresserar man sig inom geologin för oftast naturligt uppkommen stratigrafi.
Inom arkeologin används många redskap och man tar ofta hjälp av naturvetenskapliga analysmetoder. Vid sidan av detta har det också utvecklats ett antal specifika arkeologiska utgrävningsmetoder.

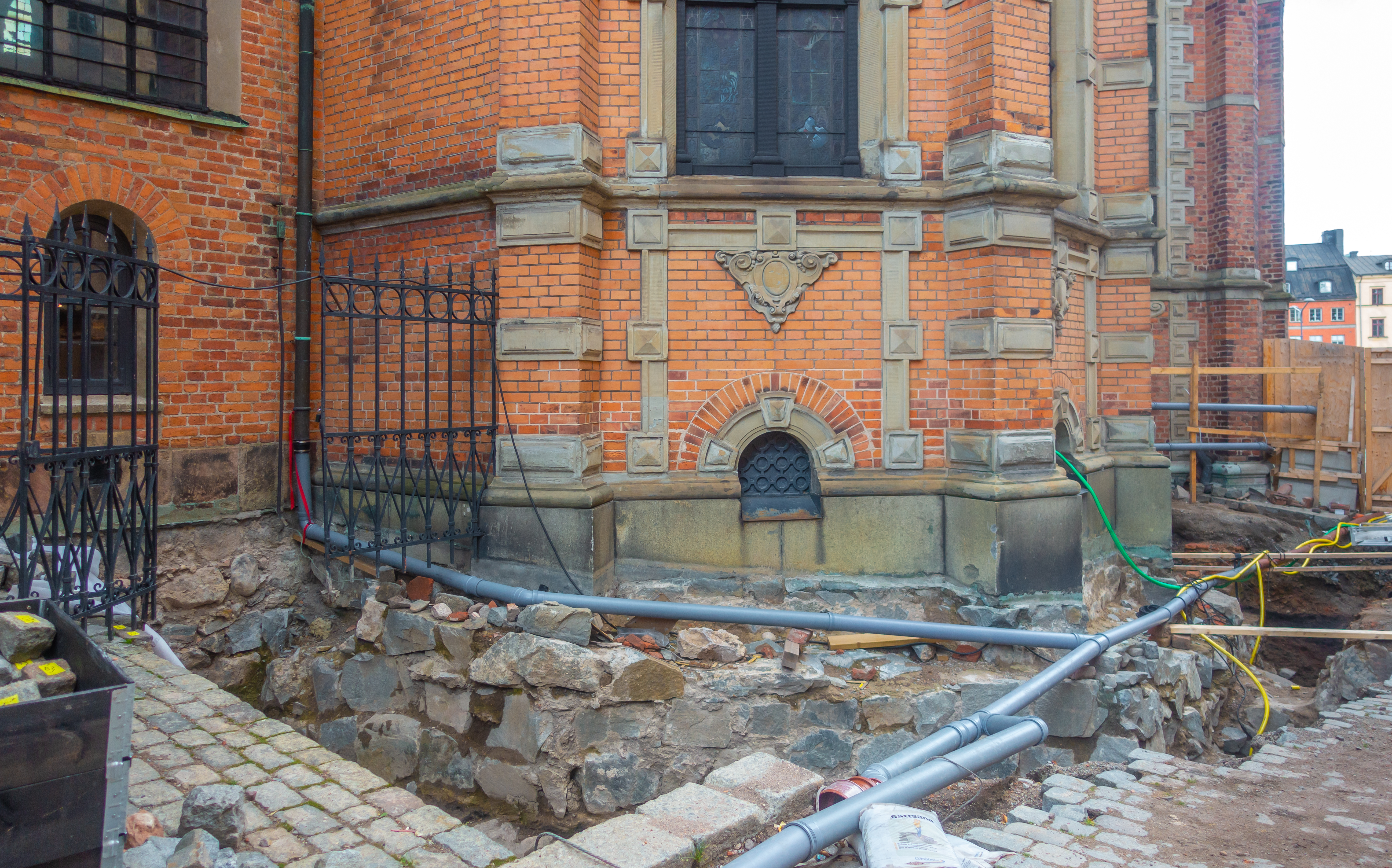
Inför en tätning av grundmuren till Bernadotteska gravkoret vid Riddarholmskyrkan 2021 fann arkeologer 50 skelett och en brudkrona från 1300-1500-talen

### Single context
Single context är ett dokumentationssystem som skapades på 1970-talet av The Museum of London. Metoden går ut på att varje utgrävd kontext ges ett unikt nummer och dokumenteras och kommenteras såväl i text, som på ritningar och med fotografier och/eller i digitala informationssystem. Fynd från varje kontext numreras och relateras till de unika kontext numren för att möjliggöra analyser efter utgrävningen. Förutom fynd tillvaratas även jordprover och annat som kan användas för att utreda vad den arkeologiska lokalen haft för funktion i forntiden.

### Fågelbackenmetodik
Fågelbackenmetodiken utvecklades i samarbete mellan personal vid det privata företaget Arkeologikonsult och personal på Uppsala universitet, i samband med undersökningen av stenåldersboplatsen Fågelbacken i Badelunda socken nära Västerås åren 1993-95. Drivande i metodutvecklingen var framför allt docent Kjel Knutsson vid Uppsala universitet. Metoden syftar till att kombinera fördelarna med noggrann rutgrävning och maskinavbaning.
Inledningsvis grävs ett antal provrutor jämnt fördelade över en undersökningsyta, syftet är att få ett statistisk underlag för utvärdering av fyndspridning och anläggningsfrekvens (så kallad sampling). Detta underlag ligger sedan till grund för ytterligare förtätningar av rutgrävningen som i sin tur möjliggör identifiering och utgrävning av intressanta ytor, innan undersökningsytan i slutfasen av utgrävningan avbanas med maskin i syfte att undersöka anläggningar och fynd på mindre intressanta ytor. Metoden gör att en stor yta kan undersökas med olika intensitet beroende på fyndförekomsten och den möjliggör sålunda väl underbyggda prioriteringar inom en begränsad budget.